# 小行星703
小行星703（703 Noëmi）是一颗围绕太阳公转的小行星。1910年10月3日，約翰·帕利薩在维也纳描述了此天体。
当时罗斯柴尔德男爵刚刚将其由蔡司公司生产的立体坐标量测仪（stereocomparator）捐赠给了维也纳天文台，该天文台为庆祝罗斯柴尔德男爵之女诺埃米·冯·罗斯柴尔德男爵夫人（1886-1969）与西吉斯蒙德·冯·斯普林格（1873-1927）的完婚，将这颗新发现的小行星以“诺埃米”（Noëmi）来命名。
这颗小行星的绝对星等为12.5等。

## 相关條目
- 小行星列表/10001-11000

## 外部連結
- Asteroid Lightcurve Database (LCDB) （页面存档备份，存于）, query form (info （页面存档备份，存于）)
- Dictionary of Minor Planet Names, Google books
- Discovery Circumstances: Numbered Minor Planets (10001)-(15000) （页面存档备份，存于） – Minor Planet Center
- 小行星703 at AstDyS-2, Asteroids—Dynamic Site
  - Ephemeris · Observation prediction · Orbital info · Proper elements · Observational info
- NASA JPL小天體瀏覽器上的小行星703

| 前一小行星： 小行星702 | 小行星列表 | 後一小行星： 小行星704 |